# Beania maxilla
Beania maxilla is een mosdiertjessoort uit de familie van de Beaniidae. De wetenschappelijke naam van de soort is, als Diachoris maxilla, voor het eerst geldig gepubliceerd in 1888 door Jullien.